# Campylopus australis
Campylopus australis är en bladmossart som beskrevs av Catcheside och G. Frahm 1985. Campylopus australis ingår i släktet nervmossor, och familjen Dicranaceae. Inga underarter finns listade i Catalogue of Life.